# Olga Wjatscheslawowna Glazkich
Olga Wjatscheslawowna Glazkich (russisch Ольга Вячеславовна Глацких; * 13. Februar 1989 in Lesnoi, Oblast Swerdlowsk) ist eine russische Rhythmische Sportgymnastin und Olympiasiegerin.
Glazkich nahm an den Olympischen Spielen 2004 in Athen teil, bei denen sie in der Rhythmischen Sportgymnastik im Gruppenmehrkampf zusammen mit Jelena Mursina, Olesja Belugina, Natalja Lawrowa, Tatjana Kurbakowa und Jelena Possewina die Goldmedaille vor Italien und Bulgarien gewann. Der Soundtrack war die Filmmusik aus Matrix und Kill Bill.
Bei den Weltmeisterschaften 2005 in Baku gewann sie zusammen mit Olesja Belugina, Tatjana Kurbakowa, Olesja Byk und Ljubow Popowa die Goldmedaille im Mehrkampf und Silber sowie Bronze in den Einzelfinals.
2005 beendete Glazkich ihre sportliche Karriere. 2011 schloss sie ihr Studium an der Lomonossow-Universität in Moskau erfolgreich ab und arbeitet seit 2016 als Direktor der Abteilung der Jugendpolitik der Oblast Swerdlowsk.

## Auszeichnungen
- 2004:  Verdienter Meister des Sports Russlands[3][6]
- 2006:  Orden der Freundschaft[3][7][5]